# Masaharu Morimoto
Masaharu Morimoto (森本 正治, nascido em 26 de maio de 1955, em Hiroshima) é um chef japonês, mais conhecido como Iron Chef no programa de culinária da TV japonesa Iron Chef e seu spinoff Iron Chef America. Ele também é conhecido por seu estilo único de apresentar comida.

## Carreira
Morimoto recebeu treinamento prático em sushi e cozinha tradicional Kaiseki em Hiroshima, e abriu seu primeiro restaurante naquela cidade em 1980. Influenciado pela culinária ocidental, decidiu vender seu restaurante em 1985 para viajar pelos Estados Unidos. Suas viagens influenciaram ainda mais seu estilo de cozinha de fusão. Ele se estabeleceu na cidade de Nova York e trabalhou em alguns dos restaurantes de prestígio de Manhattan, incluindo a área de jantar para a equipe executiva da Sony e VIPs visitantes, o Sony Club, onde foi chef executivo, e no exclusivo restaurante japonês Nobu, onde ele era o chefe de cozinha. 

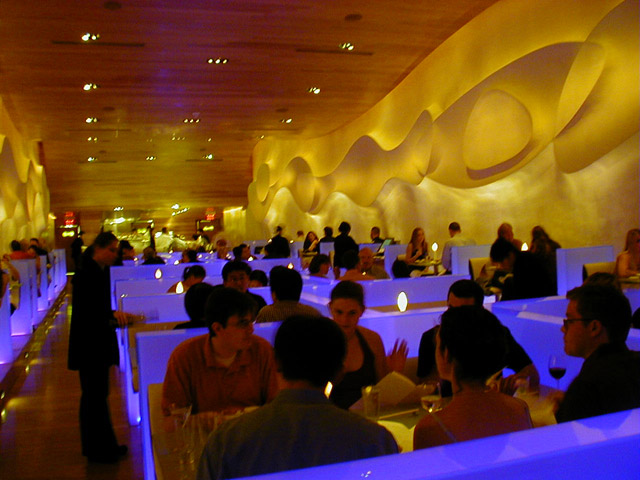
Interior do Restaurante Morimoto na Filadélfia, 2003

## Iron Chef
O recorde oficial de vitórias/derrotas/empates de Morimoto no programa de televisão japonês Iron Chef é 16-7-1. 
O traje de Morimoto no Iron Chef era prateado com detalhes em vermelho e uma foto no verso de bandeiras japonesas e americanas amarradas em um feixe. No Iron Chef America, ele vestiu a roupa padrão do Iron Chef azul com detalhes em branco e um adesivo da bandeira japonesa na manga. Em sua vida profissional, para se distinguir de sua persona na televisçao Morimoto usa óculos .